# Fernando Couto
Fernando Manuel Silva Couto (2. srpna 1969, Espinho) je bývalý portugalský fotbalista. Nastupoval především na postu středního obránce.
Za portugalskou reprezentaci odehrál 110 utkání, což ho řadí na třetí příčku v historické tabulce, za Luíse Figa a Cristiana Ronalda. Vstřelil v reprezentaci 8 gólů. Získal s ní stříbrnou medaili na mistrovství Evropy roku 2004 a bronzovou na mistrovství Evropy roku 2000. Hrál i na mistrovství světa 2002 a mistrovství Evropy 1996.
Je mistrem světa do 20 let z roku 1989.
Dvakrát vyhrál Pohár vítězů pohárů. V sezóně 1996/97 s FC Barcelona, v sezóně 1998/99 s Laziem Řím. S italským klubem Parma FC vyhrál v ročníku 1994/95 Pohár UEFA. S Barcelonou získal roku 1997 též Superpohár UEFA. Celkem v evropských pohárech odehrál 91 utkání a vstřelil 6 branek.
S FC Porto je trojnásobným mistrem Portugalska (1987/88, 1991/92, 1992/93) a má tři portugalské poháry (1987/88, 1990/91, 1993/94). S Barcelonou má jeden titul (1997/98) a dva španělské poháry (1996/97, 1997/98). S Laziem je mistrem Itálie (1999/00) a má dva italské poháry.